# 叻沙

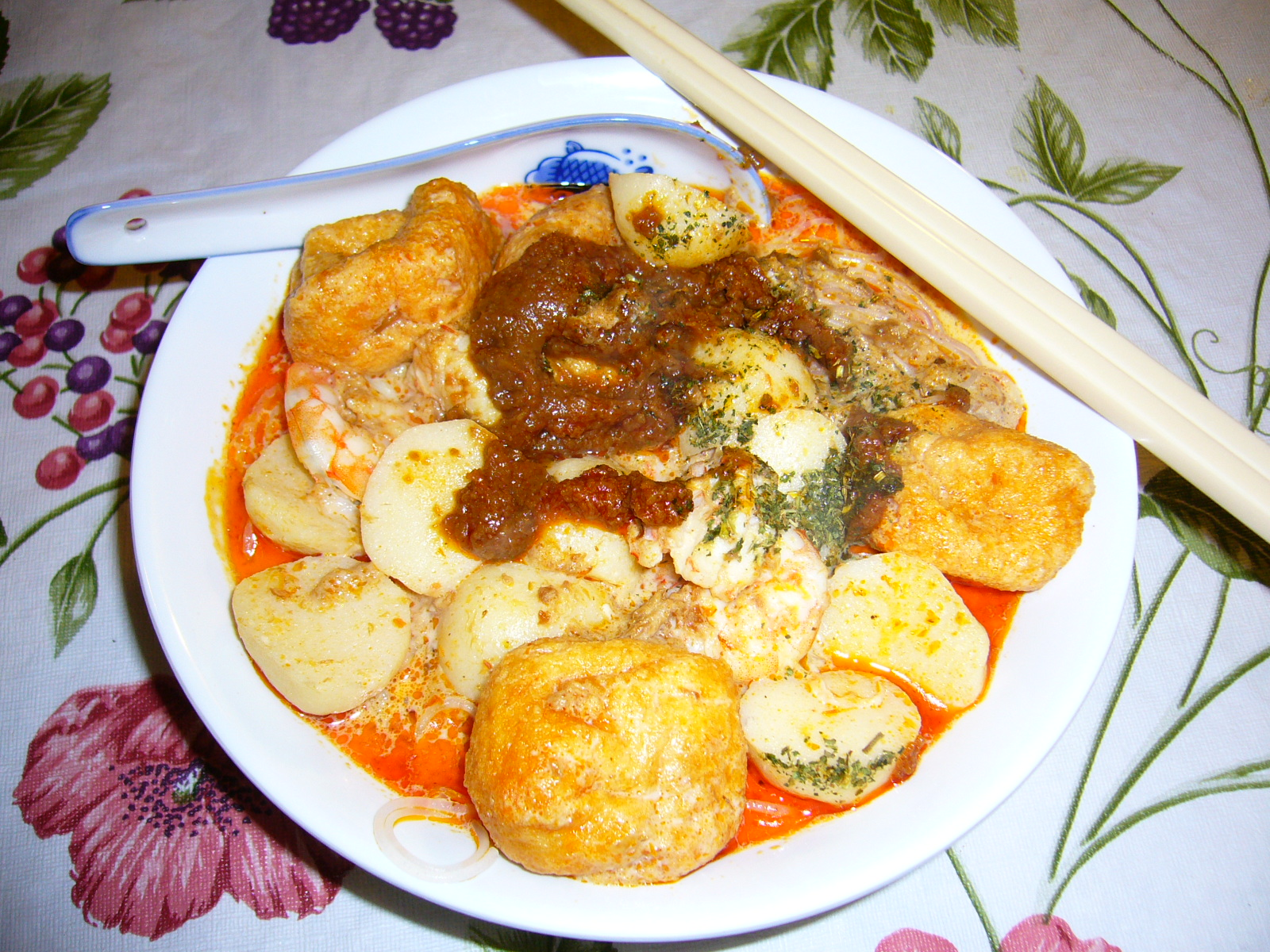
咖哩叻沙

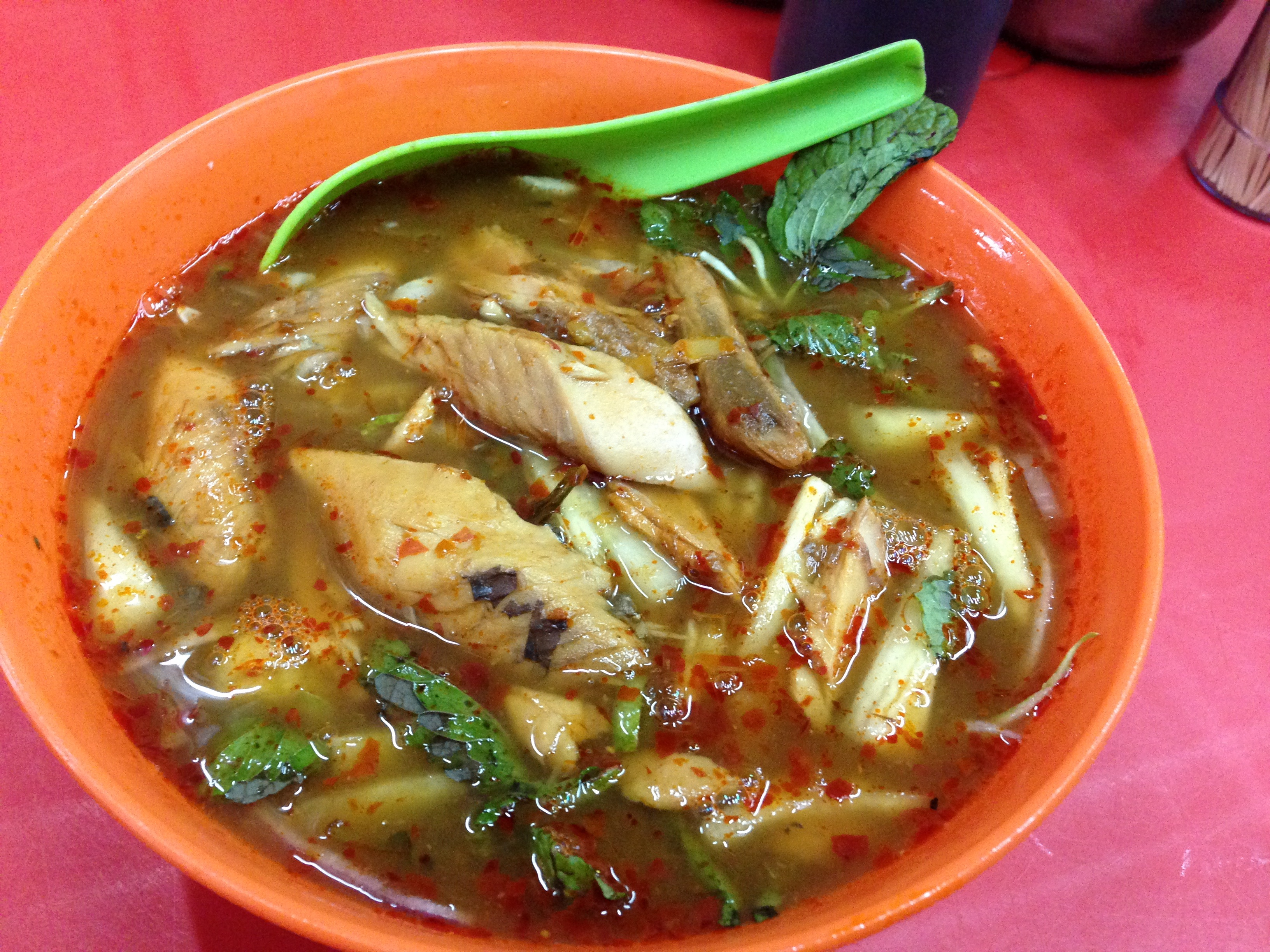
吉隆坡街頭販售的亞參叻沙

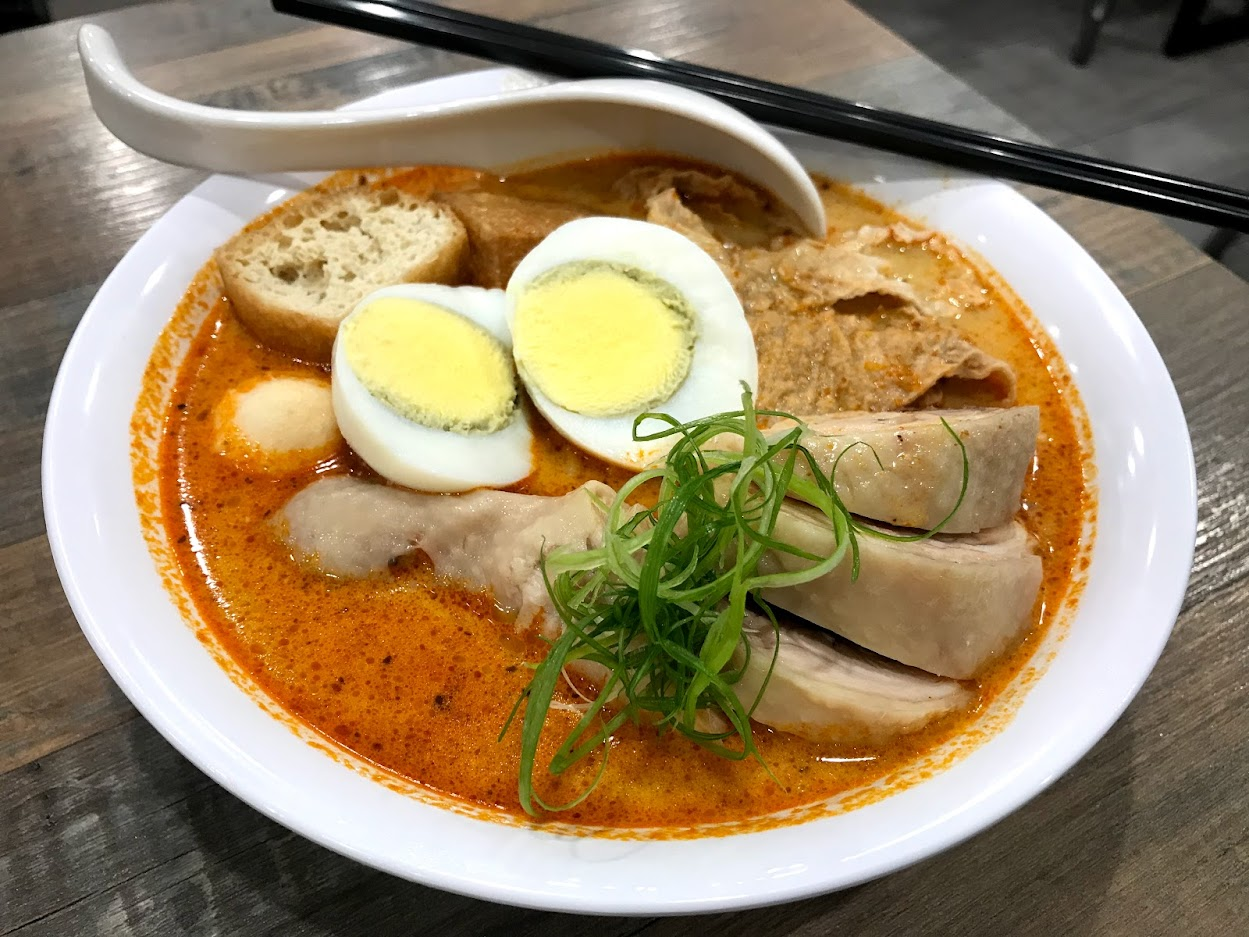
台北公館馬來西亞料理餐廳所販售的咖哩叻沙

喇沙（或譯辣沙）是一道起源於南洋的麵食料理，為馬來西亞的代表性料理。叻沙有非常多不同的種類，不同族群和地方的叻沙做法和味道也有極大差異，一般馬來西亞和新加坡華人所指的叻沙多為咖哩叻沙（Curry Laksa）或亞參叻沙（Asam Laksa）。其中亞參叻沙在2011年被美國有線電視新聞網絡（CNN）旗下的旅遊網站「CNNGO」選為全球50大美食中的第7名，而咖哩叻沙則被赫芬頓郵報（The Huffington Post）評選為死前必嘗的世界十大美食之一。

## 语源
喇沙一詞源自於古印度梵文的 Laksha（lakaṣa），意為數量非常多，其中 Lakh有十萬的意思。早期東南亞一帶深受古印度文化的影響，在中南半島西部沿海至馬來群島一帶，在當地的飲食文化詞彙的詞藻中，都留有 Laksa 或其所延伸而出的名稱。不過在印度的飲食中，卻沒有出現 Laksa 一詞，甚至類似的食物組合不曾出現過，推測是當時生活在沿海或河邊的馬來人或其他東南亞民族獨自發展出混合各種香料、魚類和麵條的料理，因為該麵食料理是多種食材匯聚，不同的味道精彩地交織融合，因此借用梵文中的 Laksha 一詞而成，也符合該單字的原意 。

## 分類
隨著時間的推移及料理的傳播，叻沙被不同的族群內化進他們的傳統飲食文化中，因此在馬來半島與馬來群島各地都有不同版本的叻沙，主要可以分成咖哩叻沙（Curry Laksa）、亞參叻沙（Asam Laksa）、東海岸叻沙（Pantai Timur Laksa）和砂拉越叻沙（Sarawak Laksa）這四種。咖哩叻沙使用咖哩湯頭，多搭配米粉、瀨粉或黃麵；亞參叻沙則使用魚湯，特色是味道又酸又辣；東海岸叻沙最大的特色是奶白色的湯頭，是用魚湯加上椰漿而致；砂拉越叻沙的湯頭則是使用巴拉盞（或稱馬拉盞，Balacan）混合椰漿而成。
馬來西亞叻沙的主要分類：
| 叻沙種類         | 咖哩叻沙 Curry laksa | 亞參叻沙 Asam laksa | 砂拉越叻沙 Sarawak laksa                                         | 東海岸叻沙 Pantai Timur Laksa                                                  |
| ---------------- | --- | --- | ---------------------------------------------------------------- | ------------------------------------------------------------------------------ |
| 湯頭             | 咖哩湯頭，使用多種咖哩香料混合而成。                                                                                              | 使用魚湯，再搭配各式蔬果，味道主要來自羅望子（Asam）。 | 使用巴拉盞（或稱馬拉盞），湯頭顏色類似紅咖哩，但不使用咖哩香料。 | 使用魚湯，再加上椰漿，因此湯頭呈奶白色，較為濃稠。                             |
| 椰漿             | 使用 | 不使用 | 使用                                                             | 使用                                                                           |
| 蝦膏             | 不使用 | 使用 | 使用                                                             | 不使用                                                                         |
| 麵種             | 一般使用粗米粉、瀨粉，現在也有人用米粉和黃麵                                                                                      | 使用粗米粉、瀨粉 | 僅使用米粉                                                       | 不同種類所使用的麵條差異極大                                                   |
| 配料             | 會加入蝦子、血蚶、魚餅、雞肉絲等                                                                                                  | 僅使用魚肉，多以甘望魚（Ikan Kembung）為主，也有人使用沙丁魚 | 多使用蝦子及雞絲                                                 | 僅使用魚肉                                                                     |
| 配菜             | 除了芽菜、香菜和青蔥外，不加入其他蔬菜                                                                                            | 使用各種蔬果，如鳳梨、黃瓜、洋蔥、薄荷等 | 僅使用芽菜和莴苣                                                 | 搭配烏蘭（Ulam，馬來式沙拉）                                                   |
| 豆腐卜（油豆腐） | 加入 | 不加入 | 不加入                                                           | 不加入                                                                         |
| 屬於此類別的叻沙 | - 娘惹叻沙（Nyonya Laksa) - 加東叻沙（Katong Laksa） - 白咖哩麵（White Curry Mee） - 吉蘭丹叻沙（Kelantan Laksa） - 叻參 (Laksam) | - 亞參叻沙（Asam Laksa） - 暹羅叻沙（Siam Laksa） - 登嘉樓叻沙（Terengganu Laksa） - 玻璃市叻沙（Perlis Laksa） - 吉打叻沙（Kedah Laksa） - 怡保叻沙（Ipoh Laksa） - 江沙叻沙（Kuala Kangsar Laksa） - 鳥巢叻沙（Sarang Burung Laksa） | - 砂拉越叻沙（Sarawak Laksa）                                    | - 吉蘭丹叻沙（Kelantan Laksa） - 登嘉樓叻沙（Terengganu Laksa） - 叻參(Laksam) |

不同地區的人所稱的叻沙多是指當地盛行的叻沙，在北馬一帶是指亞參叻沙；中馬及南馬是指咖哩叻沙；東馬人所說的叻沙則是指砂拉越叻沙。另外，即使菜單寫明是某種叻沙，但味道仍會因不同地方所接受的口味而有所調整，如北馬的亞參叻沙通常較酸較甜；中馬的亞參叻沙則通常是偏鹹。

## 咖哩叻沙（Curry Laksa）

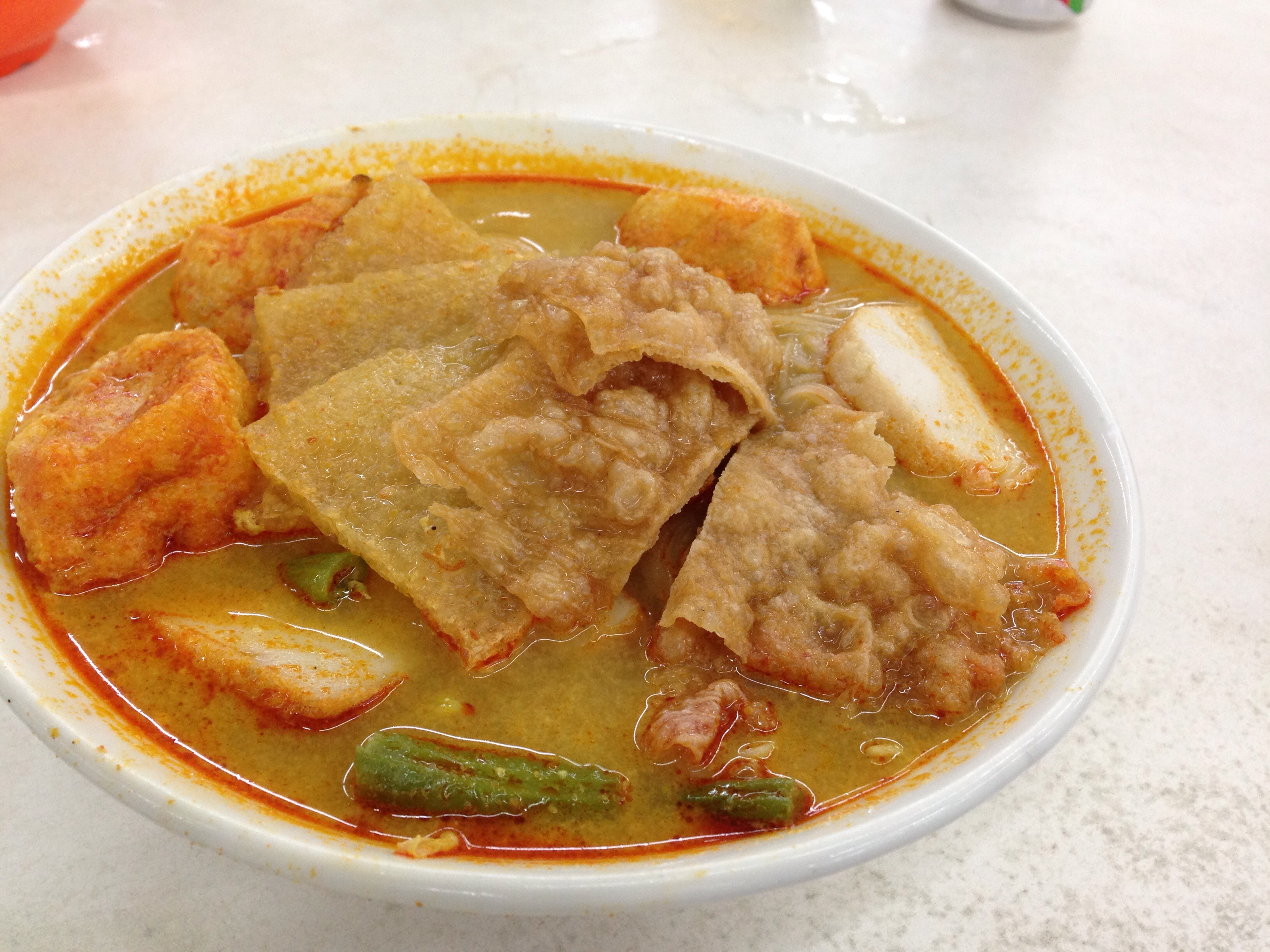
吉隆坡販售的咖哩叻沙

是混合了馬來人、華人、娘惹等不同文化的美食，不同族群和地方的咖哩叻沙都會有所不同，但是基本的原料是相同的，最大的特色是使用加了椰漿的咖哩湯頭，味道較為濃郁。一般在中馬、南馬、新加坡及國外地區所稱的叻沙多是指咖哩叻沙，在北馬及中馬一帶多稱為咖哩麵（Curry Mee）。咖哩叻沙的配料多為雞肉絲、豆芽、血蚶、蝦子、雞蛋等，在華人社區的咖哩叻沙會加入豬血、豬皮、燒肉、叉燒等。 

### 娘惹叻沙（Nyonya Laksa）
為咖哩叻沙的主要形式，這種叻沙在馬來西亞和新加坡各地都很常見。湯頭加入大量的椰漿，因此又被稱為“椰漿叻沙（Laksa Lemak）”。椰漿是傳統馬來飲食中常見的調味料，多用以增加食物的香味及濃稠度，這種做法也被峇峇娘惹族群所採用。娘惹叻沙味道的特點是擁有濃郁的咖哩和椰子香味，同時帶有淡淡的甜味，辣度在馬來西亞料理中屬於中等。

### 白咖哩麵

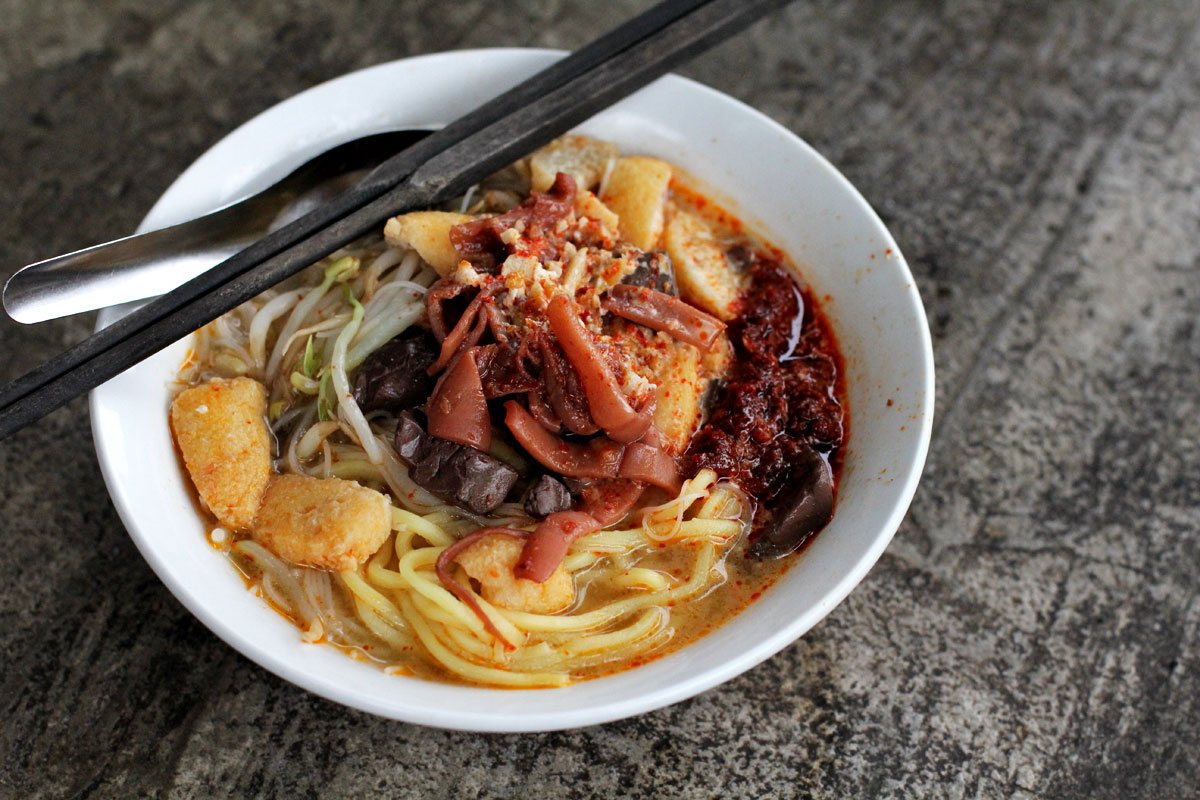
在檳城亞依淡販售的白咖哩麵

流行於檳城一帶的咖哩叻沙，此叻沙的重點在於椰漿的香味，與其他叻沙不同的是，餐點上桌時，湯頭的原色為白色，主因是湯頭加入大量的椰漿，但未加入各式咖哩香料。呈現赤紅色的叻沙醬則是放在桌上或隨著餐點另外附上，顧客可根據自己的口味或嗜辣程度，自行決定加入多少叻沙醬。因可自行調配味道及辣度，加上濃郁的椰漿味，白咖哩麵受到馬來西亞與新加坡許多包裝食品業者的關注，將其製成泡麵，各品牌的白咖哩口味泡麵也隨著國際間許多泡麵比拼的優秀成績而走向國際市場。

### 泰國叻沙（Thai Laksa）
流行於馬來社區中，與暹羅叻沙（Siam Laksa）是屬於不同的派別，看起來類似娘惹叻沙，但味道略有不同，湯頭除了也加入椰漿外，也加入魚露等魚類的醃製品，麵條則使用瀨粉為主。

### 加東叻沙（Katong Laksa）

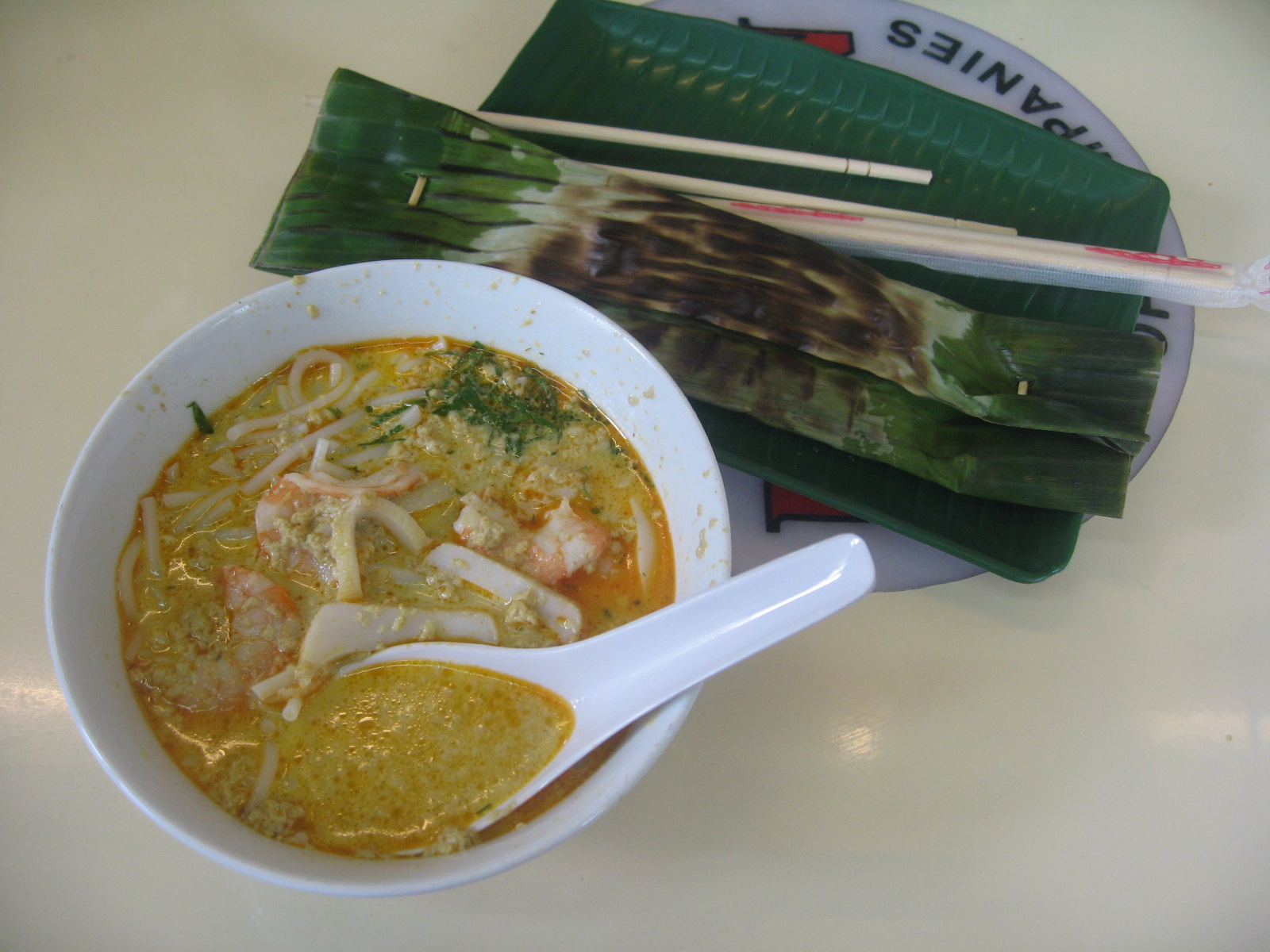
加東叻沙

源自新加坡加東的加東叻沙（Katong Laksa），做法與娘惹叻沙差別不大，最大的區別是麵條的部分使用瀨粉，同時將麵條切成小段，所以吃的時候是以湯匙為主要餐具，不需使用叉子或筷子。

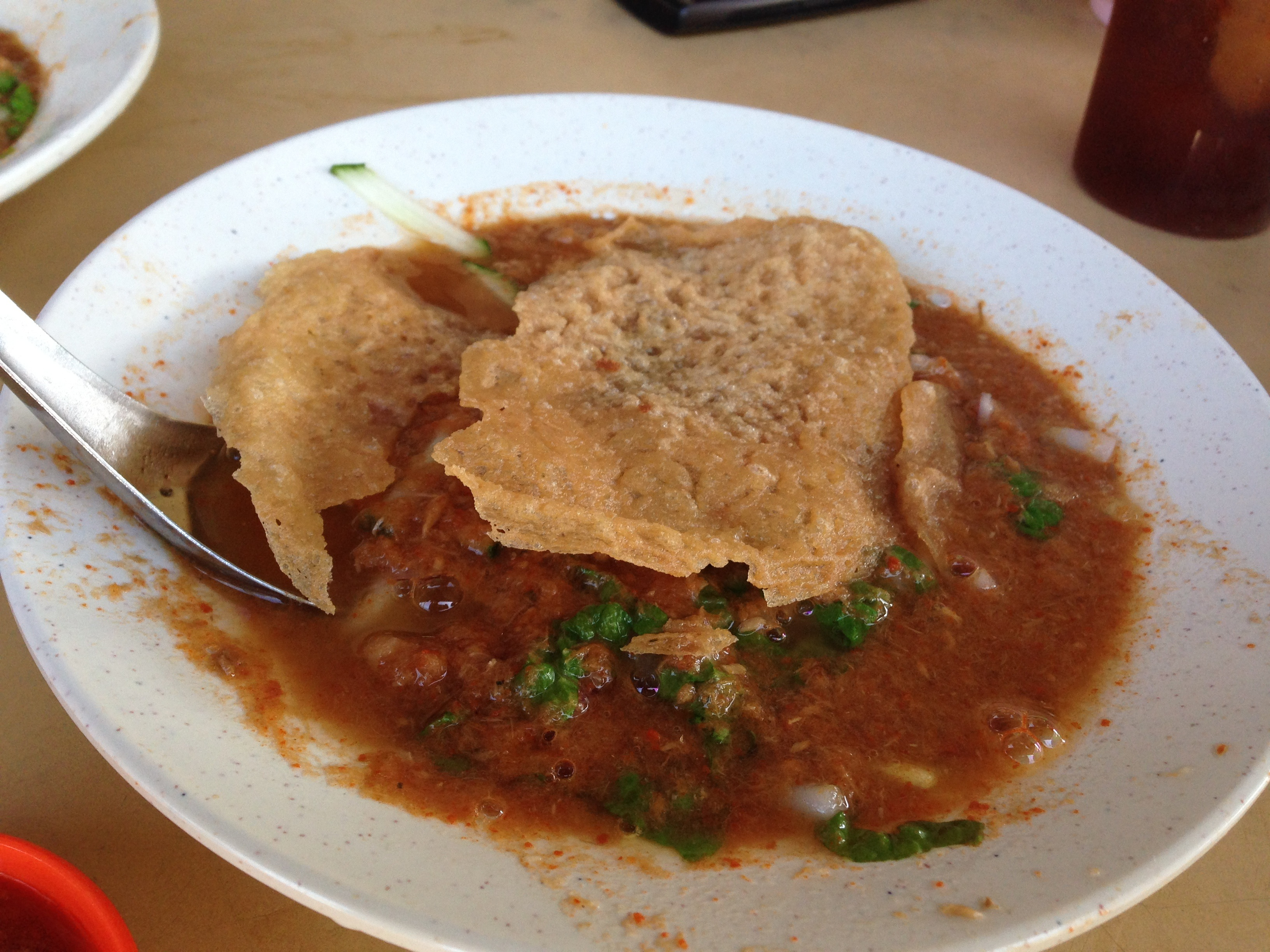
北馬販售的亞參叻沙通常會加上蝦餅

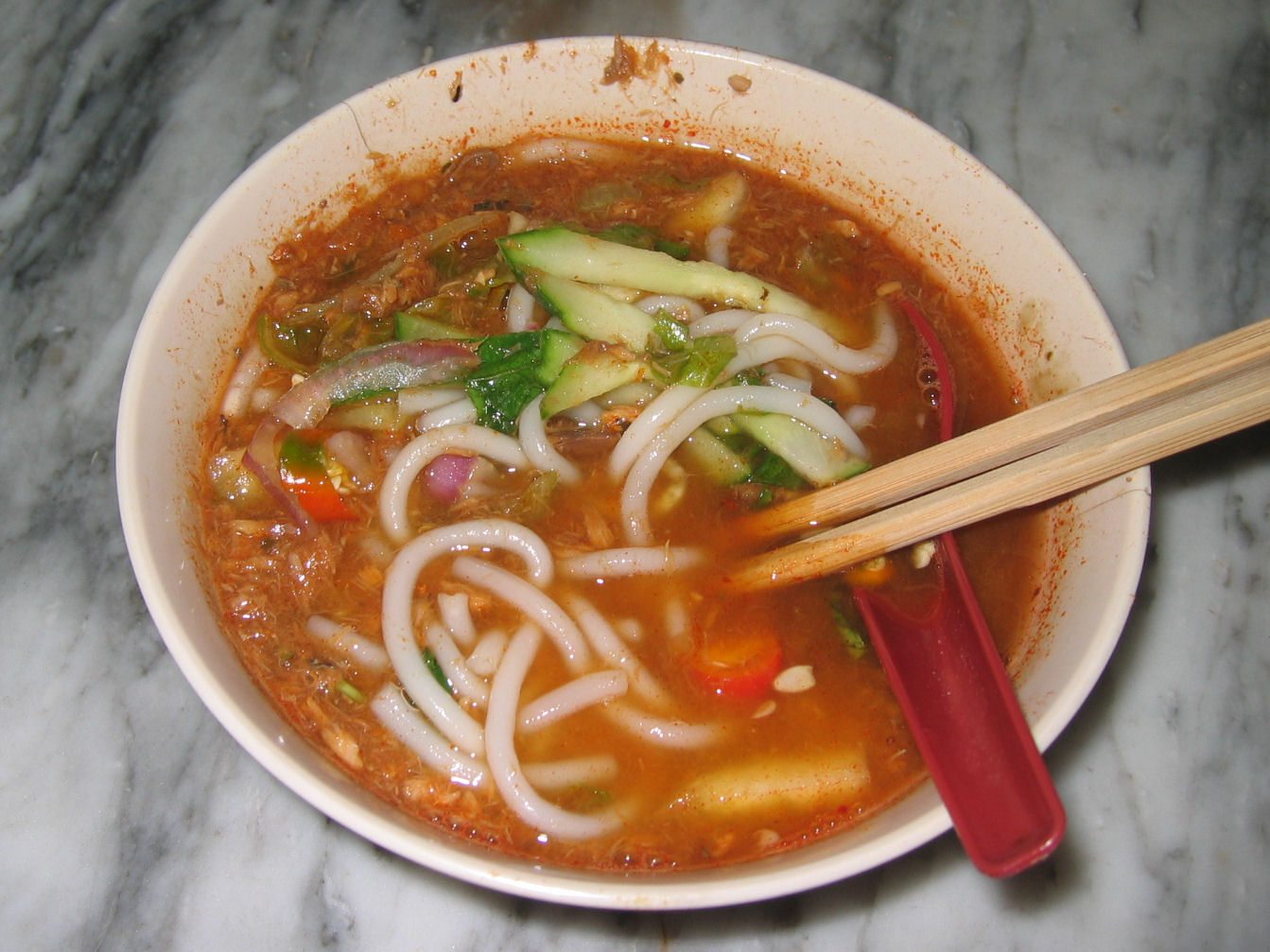
檳城亞參叻沙

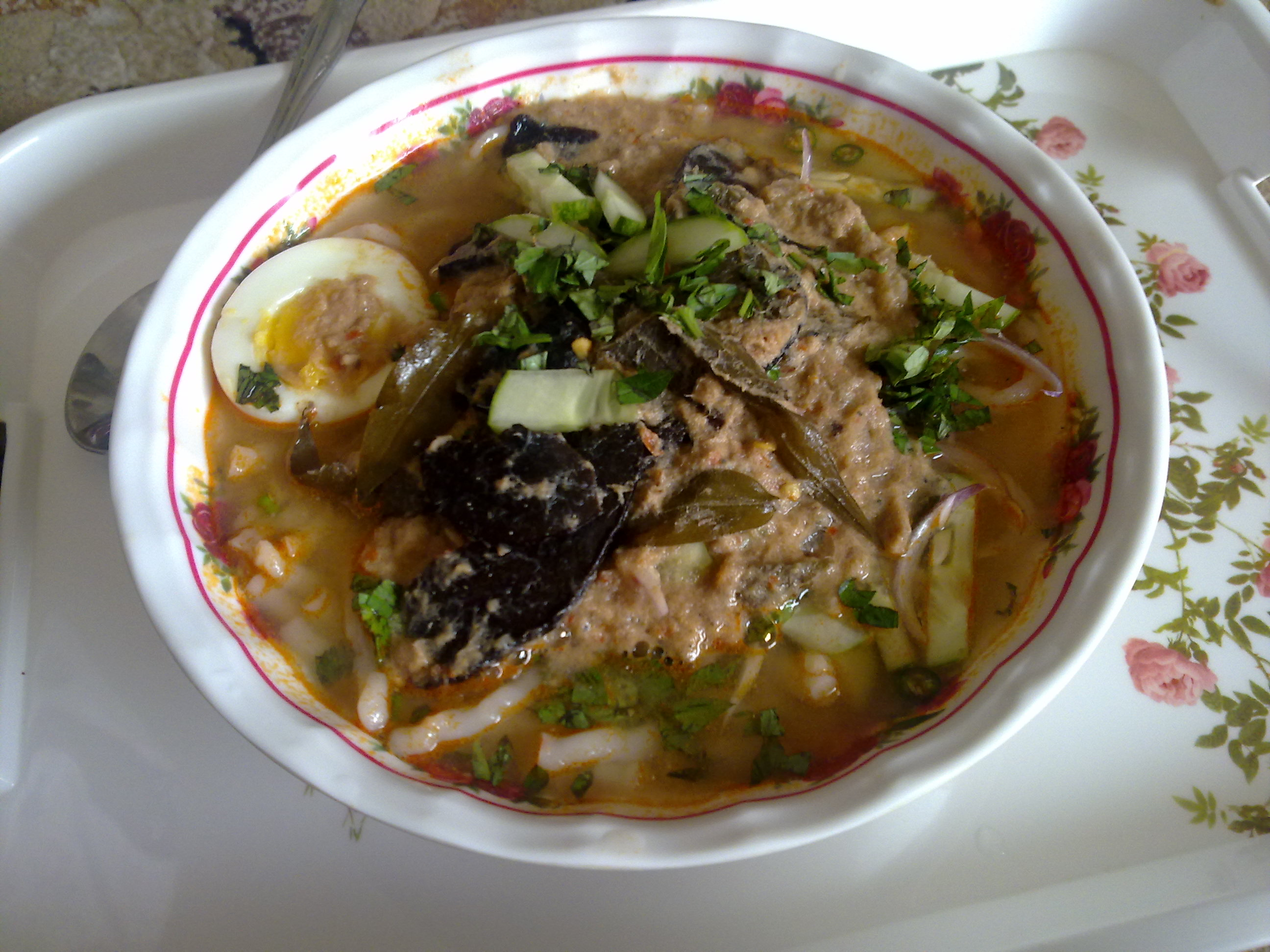
吉打叻沙

## 亞參叻沙（Asam Laksa）
“Asam”在馬來文中意味“酸”，因此相較於咖哩叻沙，亞參叻沙的味道較酸也較辣。湯底主要是由淡水魚所熬製，多以甘榜魚（Ikan Kampung）為主，在熬製的過程中加上薑花、南薑、香茅、紅蔥頭、辣椒、叻沙葉（Daun Kesum）、巴拉盞、羅望子和亞參果片（Asam Gelugor/Asam Keping）等，其中羅望子和亞參果片是酸味的主要來源。待湯底熬製出味道後，將鍋裡的甘榜魚撈起，去其骨與頭尾，將魚肉撕成碎細狀，再倒入湯內繼續熬煮。接下來將瀨粉燙熟，放置在碗內，再加上已切成絲或碎片的鳳梨、黃瓜、洋蔥、萵苣、薑花、辣椒等材料，再淋上熬好的湯底，享用時，倒入一湯匙的蝦膏進行攪拌。蝦膏帶有甜味，倒入越多的蝦膏，甜味就越明顯。

### 檳城亞參叻沙（Penang Asam Laksa）
為亞參叻沙的主要形式，一般馬來西亞人口中所指的亞參叻沙多指檳城亞參叻沙，主要源自於馬來西亞西北部的檳城，是當地最近代表性的傳統美食之一。在2011年被美國有線電視新聞網絡（CNN）旗下的旅遊網站 CNNGO，選為全球50大美食中第7名的叻沙就是指檳城亞參叻沙。不過因檳城人較嗜甜，所以他們在享用亞參叻沙時，會倒入較多的蝦膏，攪拌後的顏色也較深。

### 玻璃市叻沙（Perlis Laksa）
源自玻璃市港（Kuala Perlis），做法和味道與檳城叻沙相似，不過當地人多使用鯰魚和鰻魚來熬製湯頭，配料不加入鳳梨而改用水煮蛋，享用前會擠上酸柑汁而非蝦膏。

### 吉打叻沙（Kedah Laksa）
流行於吉打州的馬來社區，味道和做法與檳城叻沙相似，不同的是吉打叻沙的配料會加上一顆水煮蛋，享用前會擠上酸柑汁而非蝦膏。

### 怡保叻沙（Ipoh Laksa）
流行於怡保的華人社區，口味和外形接近檳城叻沙，最大的不同是湯味較酸，會加入蝦膏。

### 江沙叻沙（Kuala Kangsar Laksa）
源自於霹靂州的江沙(Kuala Kangsar)與鄰近的怡保叻沙有很大的不同，江沙叻沙不加入蝦膏，湯味較為清淡。最大的特色是麵條使用麥粉用手搓成，與其他使用白米製成的麵條有很大口感差異,湯頭則是採用新鮮海魚之魚肉及魚骨熬製而成。當地市政府在霹靂河河岸建造一座專售江沙叻沙和煎蕊（Cendol）的美食中心（Kompleks Cendol dan Laksa），作為當地的旅遊賣點。

### 鳥巢叻沙（Sarang Burung Laksa）
鳥巢叻沙為霹靂州江沙(Kuala Kangsar)的特色麵食之一，約2000年初期才開始出現，與其他不同的是，配料採用油炸蛋液所製成的鳥巢餅而非北馬地區常用的蝦餅，原先僅在江沙一帶的馬來村落販售，鳥巢餅置放在叻沙湯頭，獨特外形引起馬來西亞的網民打卡拍照上傳，亦成為當地的打卡美食，因此亦開始流行於馬來半島的馬來社群內。

## 砂拉越叻沙（Sarawak Laksa）

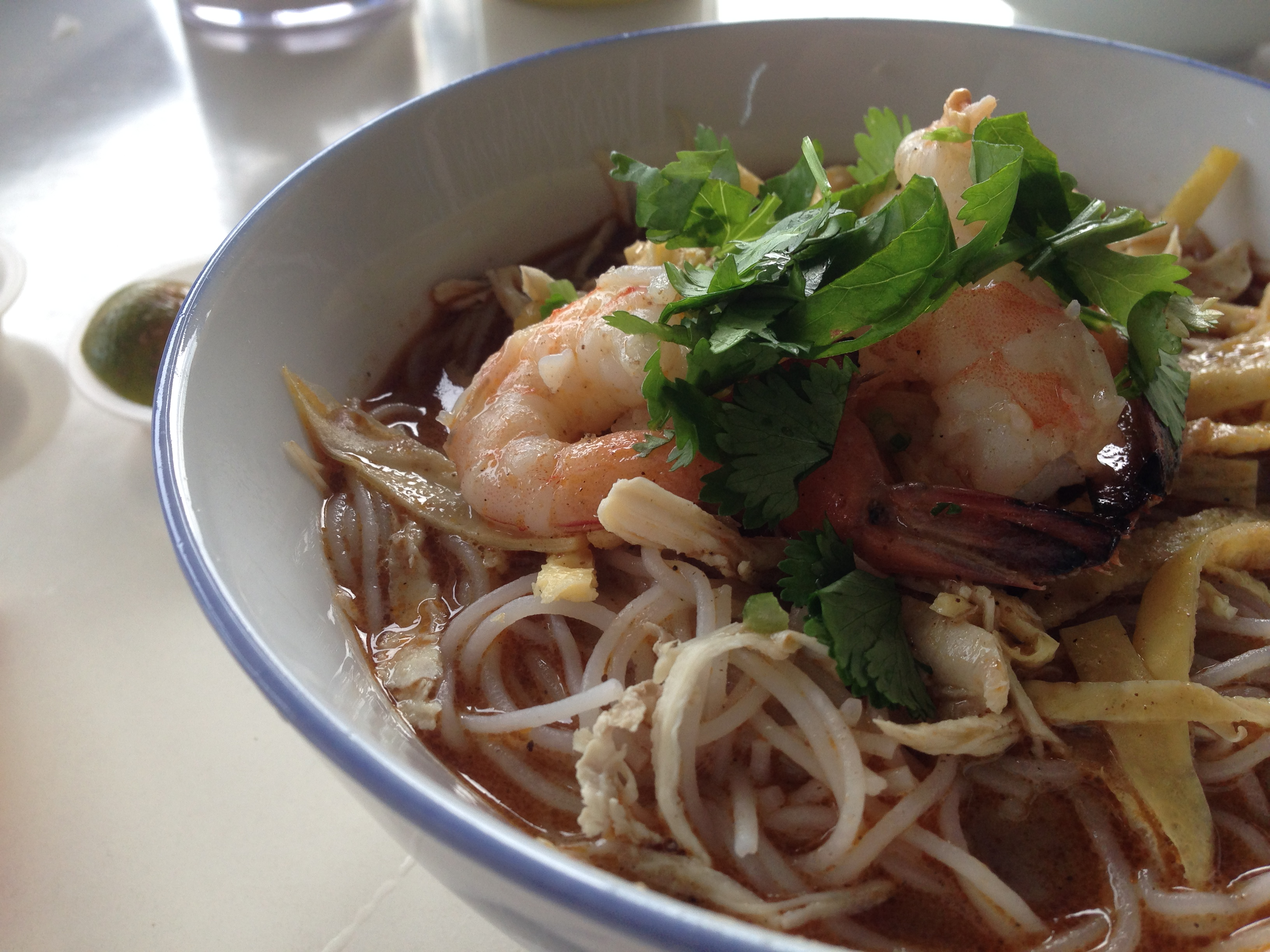
砂拉越叻沙

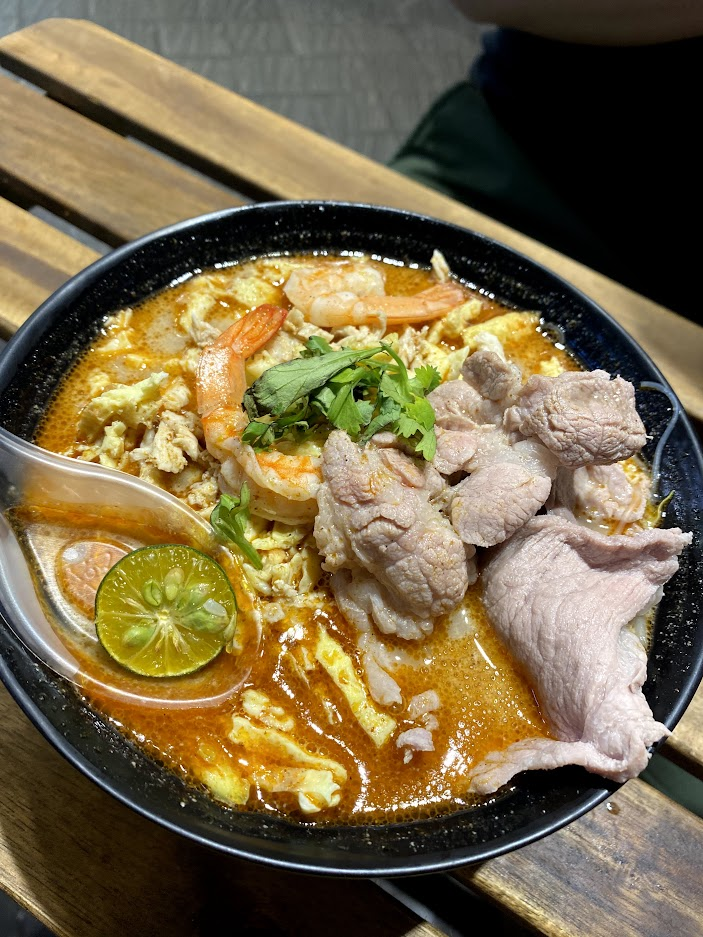
台北西門町的馬來西亞料理餐廳所販售之砂拉越叻沙

源自古晉（Kuching），流行於東馬一帶，與西馬的叻沙相比，砂拉越叻沙的顏色較深，在西馬一帶較為少見。砂拉越叻沙最早是在50年代由潮州人開始販售，其湯頭是使用巴拉盞和蝦殼來熬製，煮好後淋上椰漿，再配上粗米粉，米粉上鋪滿芽菜、蛋絲、雞絲、蝦子及香菜，食用前再擠一些酸柑汁在湯內。雖然湯頭的顏色不討好，但充滿由巴拉盞和蝦所帶來的濃郁鮮味，另外在熬製過程中也有添加一些當地獨有的植物，因此聞起來有一股淡淡的草藥味。

## 東海岸叻沙（Pantai Timur Laksa）
僅流行於吉蘭丹、登嘉樓和吉打的馬來社區，在馬來半島的西海岸較為少見。湯頭因為沒有加上紅辣椒或辣椒糊，因此呈奶白色，且較為濃稠。食用時會搭配由芽菜、黃瓜、長豆、指天椒、薑花和叻沙葉（Daun Kesum）等所製成的烏蘭（Ulam，也被稱為馬來式沙拉）

### 叻參（Laksam）

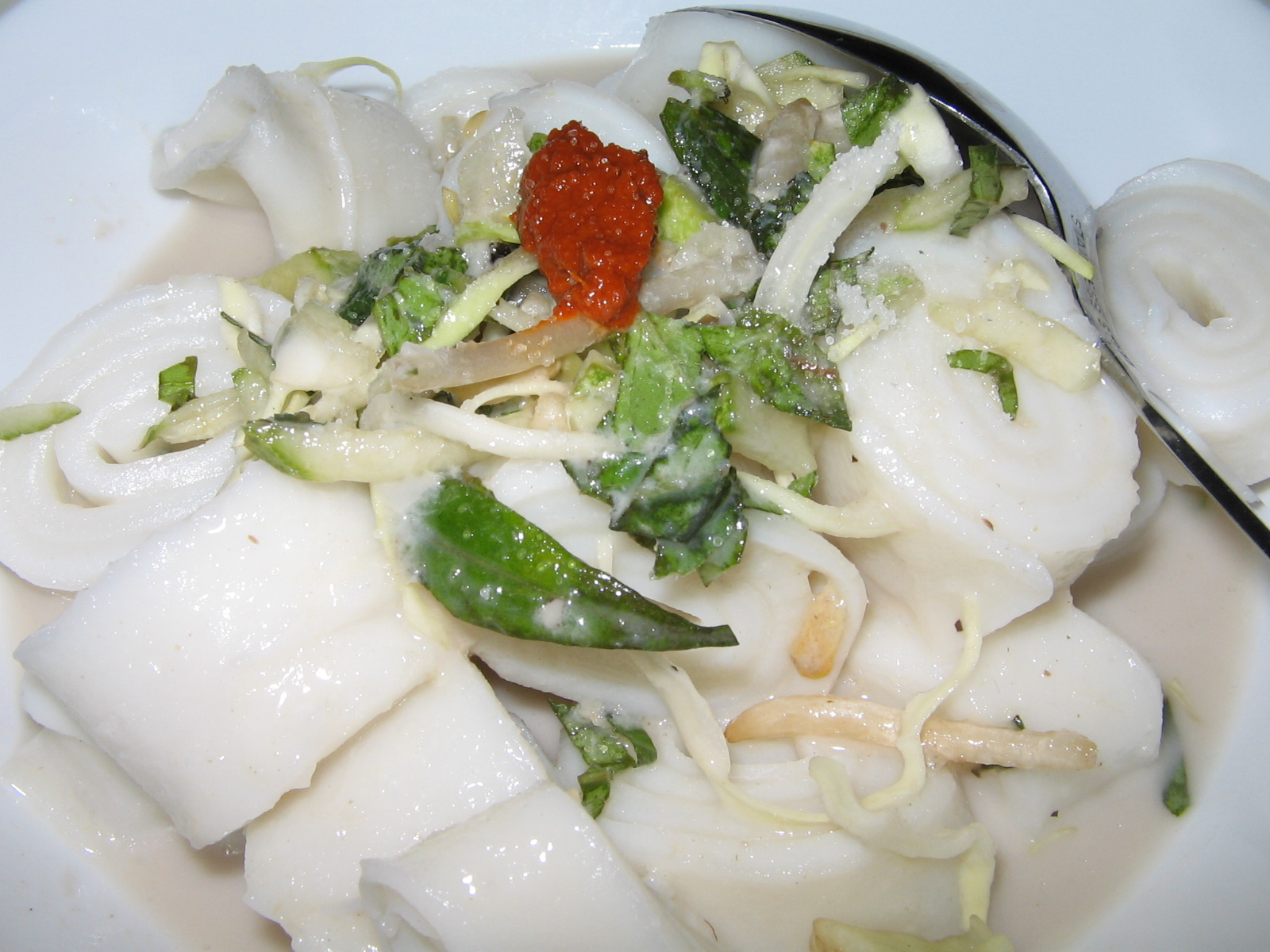
叻參（Laksam）

叻參的湯頭用魚類、黑胡椒等各種香料熬煮，最後加入椰漿。叻參最大的特色是所使用的麵條類似腸粉，是一種將米漿倒入平板上隔水蒸熟，然後捲成腸狀，吃時再切成塊狀的麵條。配料則以芽菜、黃瓜、長豆、指天椒、越南香菜和魚肉泥為主。

### 吉蘭丹叻沙（Kelantan Laksa）

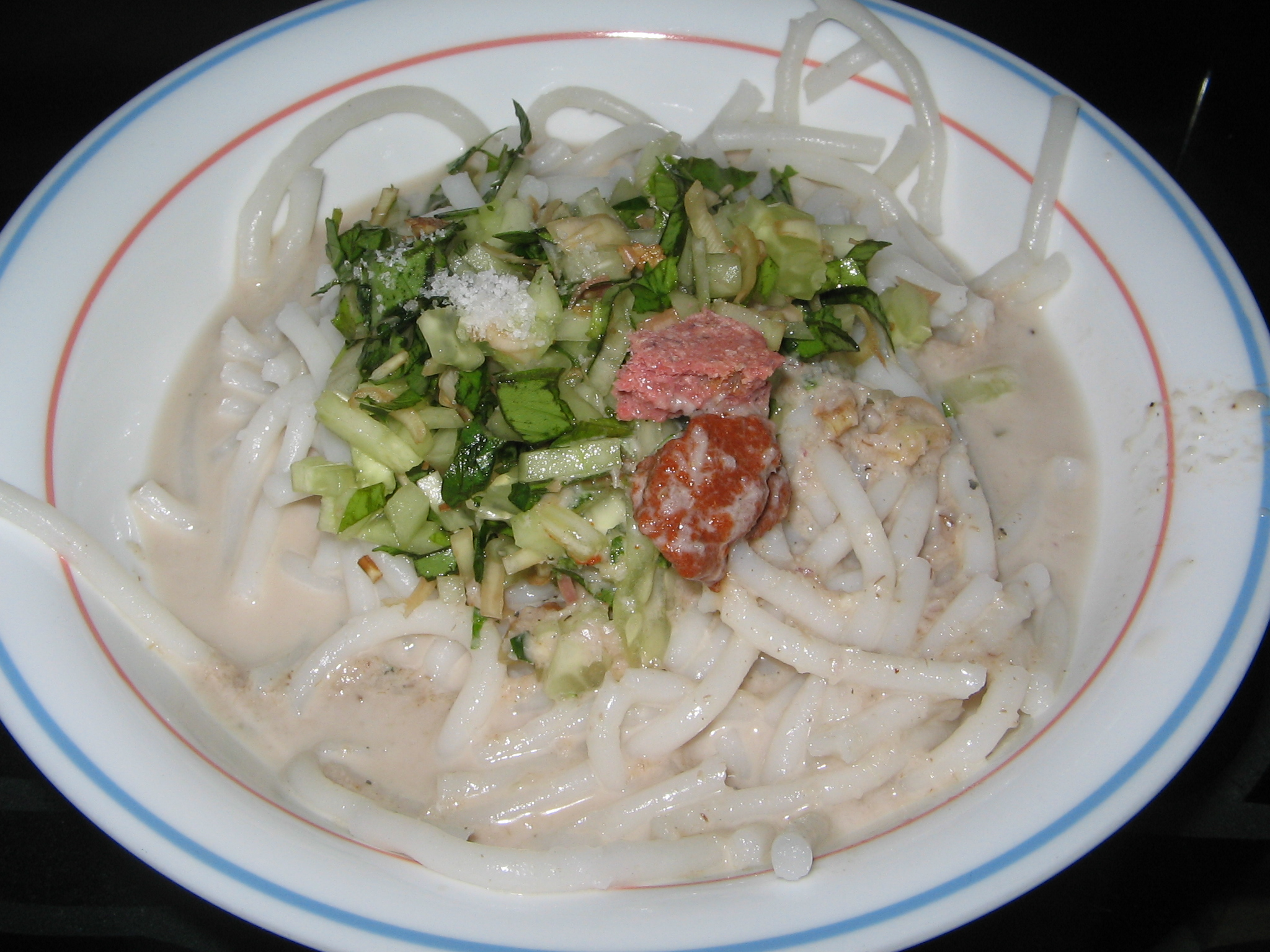
吉蘭丹叻沙（Kelantan Laksa）

湯頭和配料與叻參大致相同，有時會加入椰糖，麵條則改成瀨粉，流行區域與叻參重疊。

### 登嘉樓叻沙（Terengganu Laksa）
流行於登嘉樓一帶，外觀與吉蘭丹叻沙相似，不過麵條使用義大利直麵，湯汁也會熬煮得較濃稠，當地人習慣直接用手享用這道麵食。

## 其他口味

### 柔佛叻沙（Johor Laksa）

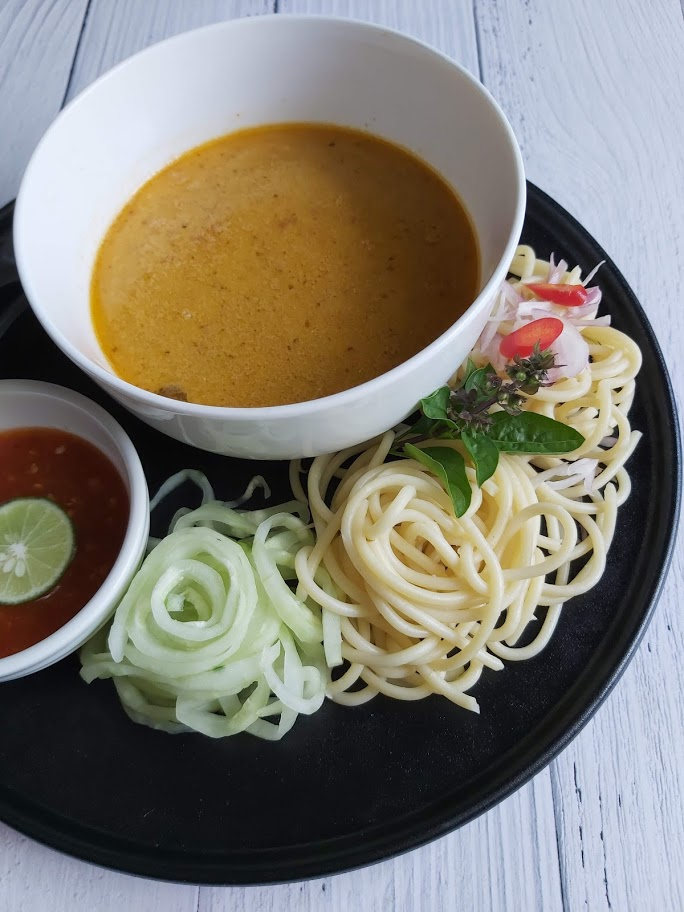
採用義大利直麵為主食的柔佛叻沙

源自新山（Johor Bahru），濃稠的湯頭是使用馬鮫魚、西刀魚或馬友魚的魚骨和香茅、薑、南薑和黃薑熬製而成，然後加上撕成細碎的魚肉和椰漿。麵條方面是使用義大利直麵，配菜包括蝦米、香茅、洋蔥、豆芽、薄荷、芫荽、青瓜、醃蘿卜等，還有一小碗叁巴供蘸點，吃之前會擠幾滴酸柑汁。
柔佛叻沙的誕生，是柔佛的前蘇丹——蘇丹阿布峇卡前往歐洲旅行時，在義大利愛上了當地的義大利麵，回國後便吩咐御廚使用傳統叻沙的湯頭搭配義大利麵烹煮，是馬來料理中最早出現的東西文化融合料理之一。柔佛叻沙因是御菜，所以準備功夫較為繁雜，在新山僅有少數餐馆會售賣這道麵食，而馬來家庭僅有在傳統的節慶宴會如婚宴、開齋節等才會準備準備柔佛叻沙。

### 茂物叻沙（Bogor Laksa）

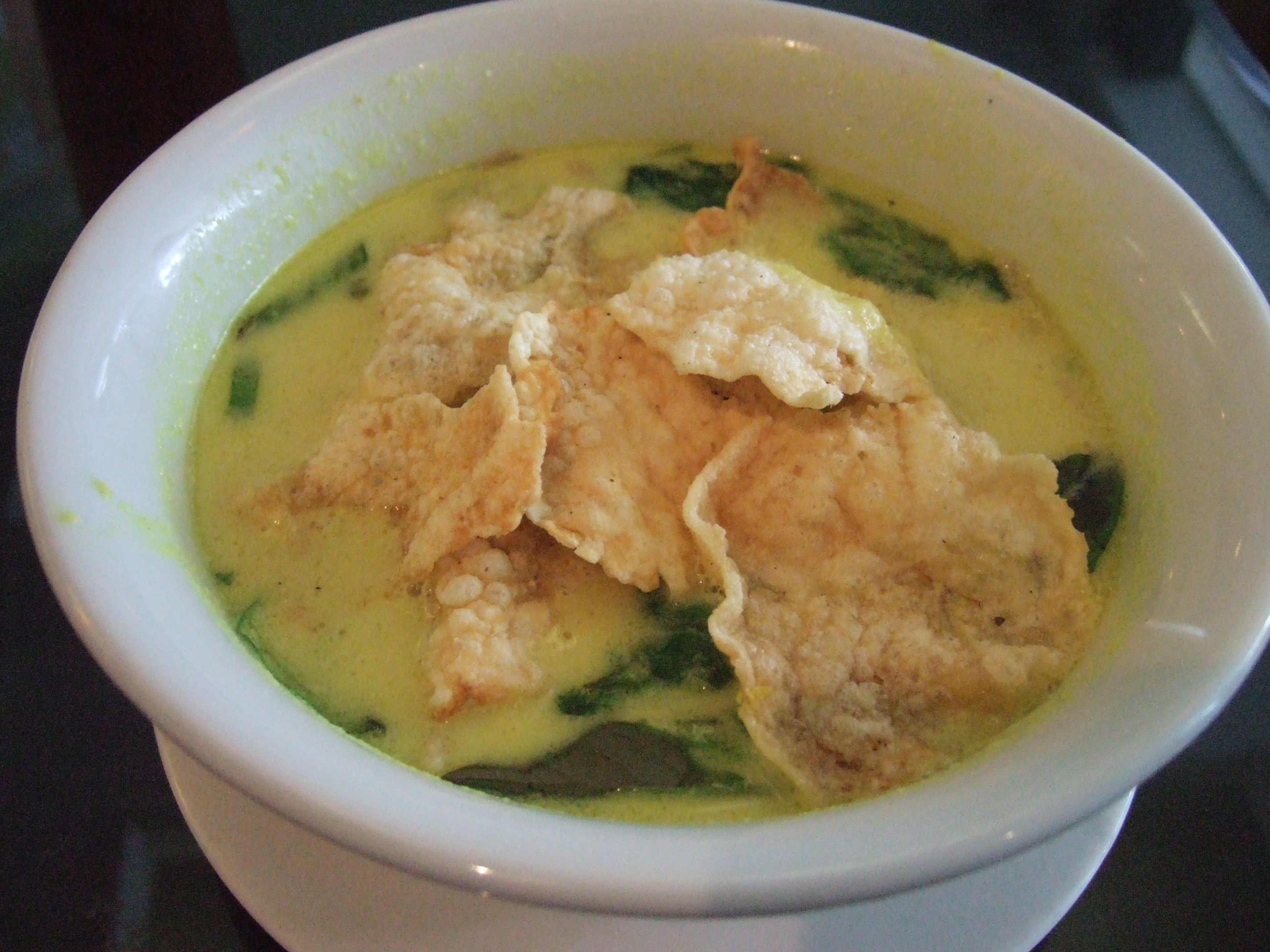
茂物叻沙

源自印尼爪哇島的茂物市（Bogor），最大的特色是加入黃薑後所形成的黃色咖哩湯頭，食用時會搭配特製的米餅——Emping。

## 爭議
馬來西亞與新加坡長期以來共享飲食文化，惟新加坡因其國際大都會之地位及第一世界先進國家之形象，加上新加坡政府也較為積極宣傳當地美食，故叻沙也如同其他肉骨茶、海南雞飯、沙嗲、咖椰吐司等，經常被國際媒體及遊客視為是新加坡美食而非源自馬來西亞。2009年，时任馬來西亞旅遊部長黃燕燕表示「為避免馬來西亞美食遭其他國家騎劫（hijacked）」，馬來西亞政府應積極為這些食物申請專利權（Patent），以正名相關美食為「馬來西亞美食」而非「他國美食」，所列出的食物清單包含叻沙。相關言論引起馬來西亞、新加坡及國際媒體報到，也引發周邊國家的不滿，黃燕燕在後續接受媒體專訪時澄清，她所指的是要為大馬美食國爭取擁有權（Claim Ownership），而不是要為食物申請專利權（Patent），並表示馬來西亞人必須多瞭解自己的美食，很多美食從大馬發展，叻沙在馬來西亞就有很多不同種類，不同州屬如吉蘭丹、砂拉越都有各自特色的叻沙，適時地提醒大眾相關美食的原產品有其必要性，也為國家觀光及文化發展有一定的助益，並指示馬來西亞國家文化與藝術局加速鑑定各美食列為馬來西亞國家文化遺產美食。隨後，馬來西亞、新加坡與印尼仍不時因相關美食之歸屬權而發生爭議，當地政客及名人亦會炒作相關話題引發民族主義。在2020年12月16日，聯合國教科文組織(UNESCO)非物質文化遺產政府間委員會(IGC)於12月16日正式將小販文化列入人類非物質文化遺產代表名錄時，相關美食之爭議又被再度引起鄰國之不滿，馬來西亞民間同時亦有呼籲政府應好好包裝，如何有效行銷在地飲食文化的聲音。